# Exechia fascipennis
Exechia fascipennis är en tvåvingeart som först beskrevs av Frederick Askew Skuse 1890.  Exechia fascipennis ingår i släktet Exechia och familjen svampmyggor. Inga underarter finns listade i Catalogue of Life.